# Henriette Oboussier

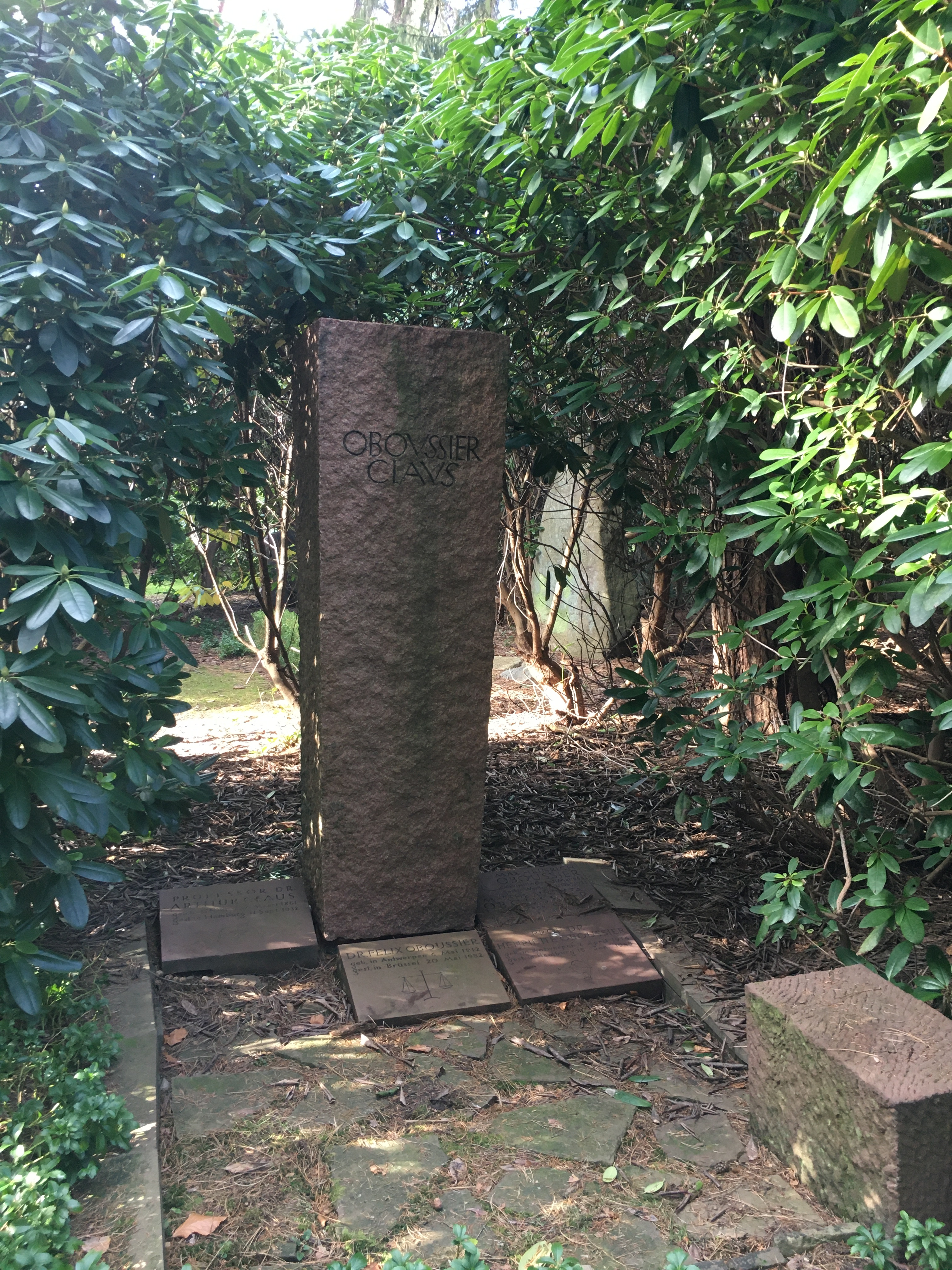
Grabstätte Henriette Oboussier auf dem Friedhof Ohlsdorf

Henriette Maria Anita Oboussier (* 2. April 1914 in Antwerpen; † 15. Januar 1985 in Hamburg) war eine deutsche Zoologin, Biologin und Hochschullehrerin.

## Leben
Henriette Oboussier wuchs in Hamburg auf und besuchte dort ein Realgymnasium. Anschließend studierte sie Biologie, Chemie und Mathematik an den Universitäten in Freiburg, Hamburg, Königsberg und München. In Hamburg promovierte sie 1938 mit „Beiträge zur Biologie und Anatomie der Wohnungsmilben“, wo sie auch 1944 mit der Schrift „Die Rachendachhypophyse des Hundes“ habilitiert wurde.
1939 begann Oboussier ihre berufliche Laufbahn an der Universität Hamburg als Assistentin von Berthold Klatt, 1941 erhielt sie ein Stipendium der Deutschen Forschungsgemeinschaft. Nach Kriegsende wurde zunächst ihre Einstellung als wissenschaftliche Assistentin von der britischen Militärregierung genehmigt, 1947 erhielt sie die Lehrberechtigung für das Fach Zoologie und vergleichende Anatomie. Ein Jahr darauf wurde sie zur außerplanmäßigen Professorin ernannt, ab 1969 arbeitete und lehrte sie als Professorin bis zur Emeritierung 1979.
Hatte sie sich in ihrer Antrittslesung noch mit dem Thema Färbung und Zeichnung der Schmetterlinge befasst, verlagerte Oboussier ihre Forschungsarbeiten in späteren Jahren zunehmend auf die morphologische Analyse der Hypophyse von Wildtieren. Ein besonderes Interesse entwickelte sie für die Gruppe der Antilopen und unternahm zwischen 1959 und 1979 zahlreiche Forschungsreisen nach Afrika. Erlegte Tiere wurden vor Ort präpariert und das in Formalin konservierte Hirn in Hamburg untersucht. Ihre hierbei gewonnenen Erkenntnisse fasste sie in dem Buch Afrikanische Antilopen. 25 Jahre Forschung – Erlebnisse und Ergebnisse zusammen.
1956 gehörte Henriette Oboussier zu den Gründungsmitgliedern des SI-Clubs Hamburg. Sie verstarb 70-jährig und wurde in der Familiengrabstätte auf dem Hamburger Friedhof Ohlsdorf im Planquadrat S 25 beigesetzt.

## Veröffentlichungen (Auswahl)
- 1938: Beiträge zur Biologie und Anatomie der Wohnungsmilben (Dissertationsschrift)
- 1944: Die Rachendachhypophyse des Hundes (Habilitationsschrift)
- 1965: Zur Kenntnis der Schwarzfersenantilope (Impala) Aepyceros melampus unter besonderer Berücksichtigung des Großhirnfurchenbildes und der Hypophyse. Ergebnisse der Forschungsreisen nach Süd-Angola und Ostafrika. Zeitschrift für Morphologie und Ökologie der Tiere 54, S. 531–550
- 1984: Afrikanische Antilopen. 25 Jahre Forschung – Erlebnisse und Ergebnisse